# Associação Chapecoense de Futebol
Associação Chapecoense de Futebol, vanligtvis enbart Chapecoense eller ACF, är en brasiliansk fotbollsklubb från Chapecó i delstaten Santa Catarina. 
Klubben grundades den 10 maj 1973 och vann delstatsmästerskapet första gången 1977, vilket de även gjorde 1996, 2007 och 2011. Säsongen 2013 kom Chapecoense tvåa i Campeonato Brasileiro Série B och gick därmed upp till Série A till säsongen 2014, vilket innebar att klubben fick delta i den högsta divisionen för tredje gången (de deltog även 1978–1979). Chapecoense spelar sina hemmamatcher på Arena Condá som tar 22 600 åskådare vid fullsatt.
Fotbollslaget var den 28 november 2016 på väg från Santa Cruz i Bolivia till Medellín i Colombia för att spela final i den sydamerikanska turneringen Copa Sudamericana när passagerarplanet de färdades i kraschade i nordvästra Colombia.
Tre av fotbollsspelarna överlevde kraschen. Det rörde sig om försvararen Alan Ruschel, som var i Chapecoense på lån från den brasilianska storklubben Internacional, om mittbacken Neto och om målvakten Jakson Follmann.